# 刚毛锦香草
刚毛锦香草（学名：Phyllagathis hispida），为野牡丹科锦香草属下的一个种。

## 扩展阅读
維基物種上的相關：刚毛锦香草